# Hall Park
Hall Park fou un poble dels Estats Units a l'estat d'Oklahoma. Segons el cens del 2000 tenia 1.088 habitants. L'any 2005 Hall Park fou annexat amb la ciutat de Norman (Oklahoma).

## Demografia
Segons el cens del 2000, Hall Park tenia 1.088 habitants, 376 habitatges, i 324 famílies. La densitat de població era de 396,3 habitants per km².
Dels 376 habitatges en un 43,4% hi vivien nens de menys de 18 anys, en un 76,9% hi vivien parelles casades, en un 8% dones solteres, i en un 13,8% no eren unitats familiars. En l'11,2% dels habitatges hi vivien persones soles el 4,5% de les quals corresponia a persones de 65 anys o més que vivien soles. El nombre mitjà de persones vivint en cada habitatge era de 2,89 i el nombre mitjà de persones que vivien en cada família era de 3,13.
Per edats la població es repartia de la següent manera: un 30,1% tenia menys de 18 anys, un 6,3% entre 18 i 24, un 24,4% entre 25 i 44, un 29% de 45 a 60 i un 10,3% 65 anys o més.
L'edat mediana era de 39 anys. Per cada 100 dones de 18 o més anys hi havia 90,3 homes.
La renda mediana per habitatge era de 68.173 $ i la renda mediana per família de 70.536 $. Els homes tenien una renda mediana de 52.813 $ mentre que les dones 33.750 $. La renda per capita de la població era de 25.658 $. Entorn de l'1,7% de les famílies i el 2,3% de la població estaven per davall del llindar de pobresa.

## Poblacions més properes
El següent diagrama mostra les poblacions més properes.